# Université Paris-Descartes

Ancien logo de l'université Paris-Descartes.

L’université Paris-Descartes — dont le nom officiel est Paris-V — est une ancienne université française publique. Elle avait été créée en 1971 à la suite de la scission de l'université de Paris.
En 2019, elle fusionne avec l'université Paris-Diderot et l'Institut de physique du globe pour créer l'université Paris-Cité.
Elle était pluridisciplinaire et faisait partie de la COMUE université Sorbonne-Paris-Cité. Elle se définissait comme « l’université des sciences de l'homme et de la santé ».

## Historique

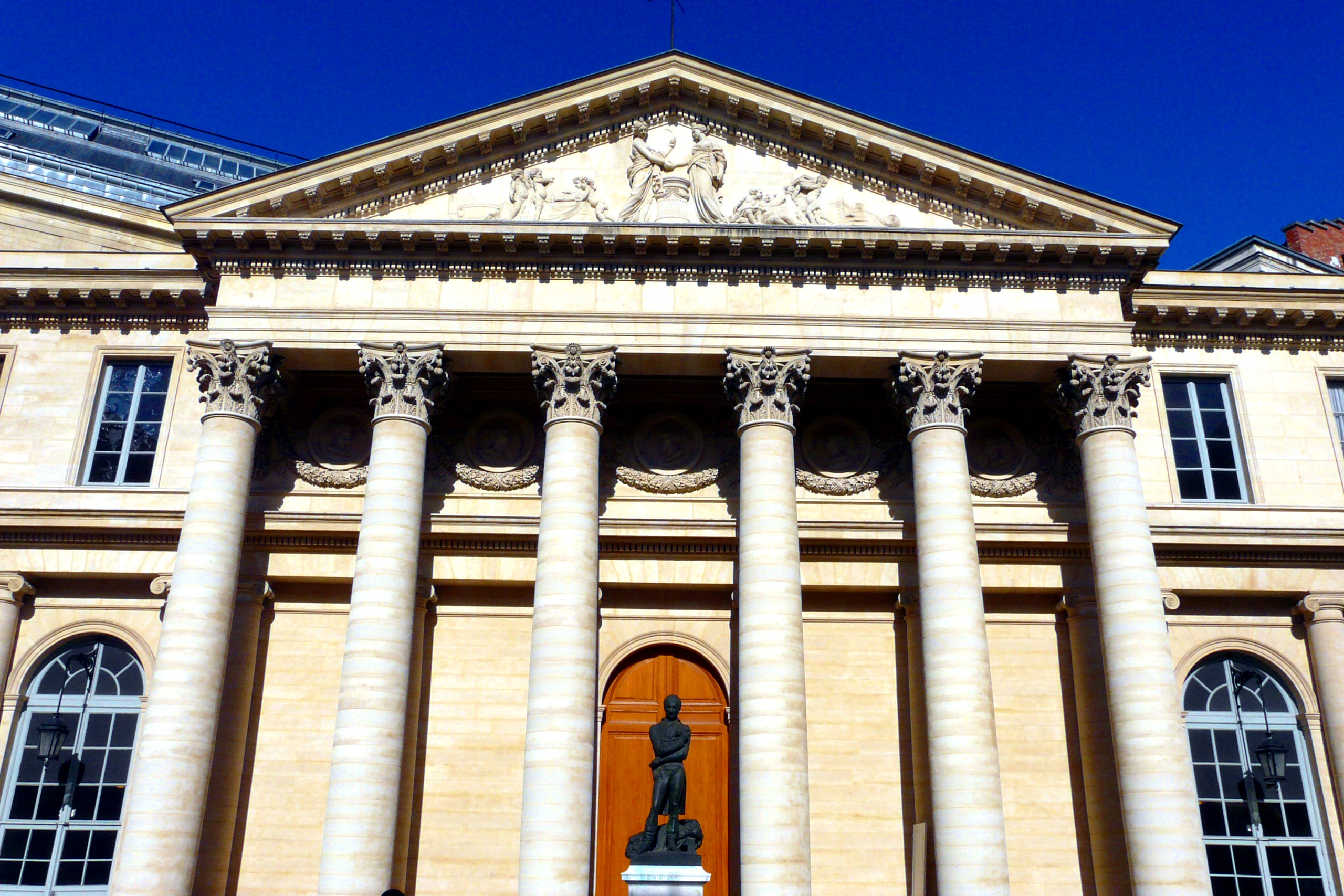
Façade de la faculté de médecine.

Après Mai 68, la loi sur l'enseignement supérieur « Faure » réorganise le système universitaire français en découpant l'université de Paris. L’université Paris-V est créée le 1er janvier 1970 à partir d'anciennes facultés de l’université de Paris. Elle a pris le nom d'usage « Paris-V-René-Descartes » par décision de son assemblée constituante puis « Paris Descartes » en 2006.
En 2010, les universités Paris-III « Sorbonne-Nouvelle », Paris-V et Paris-VII « Paris-Diderot » se regroupent au sein de l’université Sorbonne-Paris-Cité et décident en 2017 d’une fusion pour le 1er janvier 2019. Elle a cessé d'être autonome le 1er janvier 2020.

### Liste des présidents
| Identité                               | Période       | Période                        | Durée  |
| Identité                               | Début         | Fin                            | Durée  |
| -------------------------------------- | ------------- | ------------------------------ | ------ |
| Jean Frézal (1922 - 2007)              | 1971          | 1976                           | 5 ans  |
| Florian Delbarre, (1918 - 1981)        | 1976          | 1981 (mort en cours de mandat) | 5 ans  |
| Louis Auquier (1918 - 2007)            | 1981          | 1989                           | 8 ans  |
| Georges-Alfred Crémer (1927 - 2013)    | 1989          | 1994                           | 5 ans  |
| Pierre Villard (d) (né en 1939)        | 1994          | 1999                           | 5 ans  |
| Pierre Daumard (d) (1938 - 2010)       | 1999          | 2004                           | 5 ans  |
| Jean-François Dhainaut (né en 1947)    | 2004          | 2007 (démission)               | 3 ans  |
| Par intérim : Bruno Varet (né en 1942) | juillet 2007  | décembre 2007                  | 5 mois |
| Axel Kahn (1944 - 2021)                | décembre 2007 | 2011                           | 4 ans  |
| Frédéric Dardel (né en 1959)           | 2011          | 2019 (fusion)                  | 8 ans  |

## Composantes
Conformément au code de l'éducation qui fixe l’organisation légale des universités publiques en France, Paris-Descartes était divisée en plusieurs composantes. On trouvait d’une part les unités de formation et de recherche (UFR) et d’autre part les « instituts et écoles ». Ainsi, l’université était structurée au moment de sa dissolution de la manière suivante :
- institut de psychologie ;
- faculté sciences humaines et sociales ;
- faculté de droit, économie et gestion ;
- faculté de médecine ;
- faculté de chirurgie dentaire ;
- faculté des sciences pharmaceutiques et biologiques ;
- UFR biomédicale des Saints-Pères ;
- UFR de mathématiques et informatique ;
- UFR de sciences et techniques des activités physiques et sportives ;
- institut universitaire de technologie.

## Lieux d'implantation

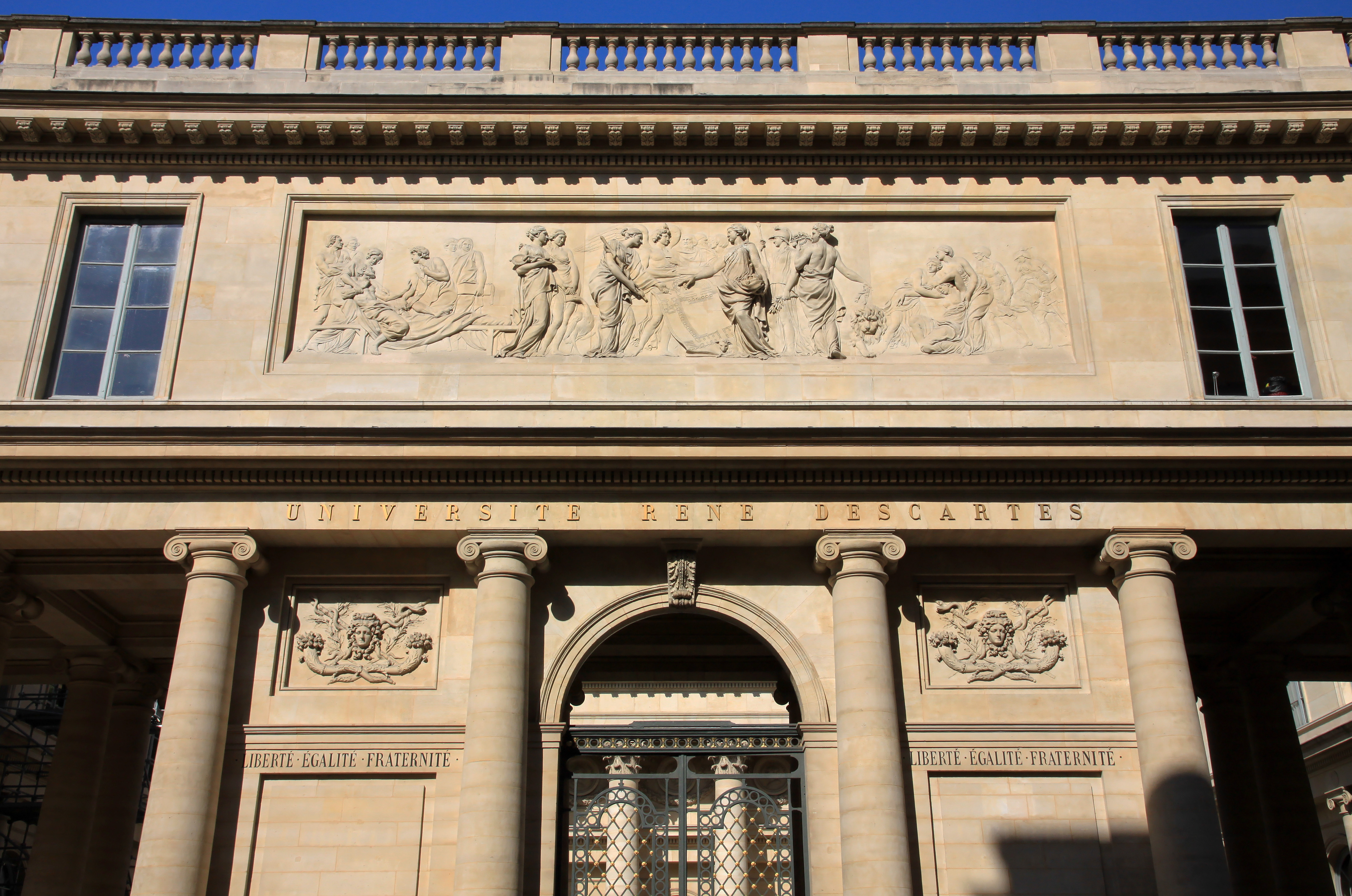
Entrée du siège de l'université, 12, rue de l'École-de-Médecine.

L'université Paris-Descartes disposait de plusieurs sites à Paris et en agglomération parisienne :
- à Paris :
  - dans le 6e arrondissement :
    - 12, rue de l'École-de-Médecine, le centre administratif et historique est implanté dans les bâtiments du collège de chirurgie construits à l'emplacement de l'ancien collège de Bourgogne,
    - 15, rue de l'École-de-Médecine, siège de la faculté de médecine,
    - 45, rue des Saints-Pères, le campus Saint-Germain-des-Prés, sur l'ancien emplacement de l'hospice de la Charité, pour les études de sciences biomédicales, de sciences humaines et de mathématiques,
    - 4, avenue de l'Observatoire, pour la faculté des sciences pharmaceutiques et biologiques,

  - dans le 14e arrondissement :
    - 24, rue du Faubourg-Saint-Jacques, dit site Cochin, pour une partie des études de médecine,

  - dans le 15e arrondissement :
    - 1, rue Lacretelle, pour les sciences et techniques des activités physiques et sportives,
    - 156, rue de Vaugirard, pour une partie des études de médecine. Ce site est actuellement en travaux,

  - dans le 16e arrondissement :
    - 143, avenue de Versailles, pour les IUT (cf. institut universitaire de technologie Paris Descartes) ;
- à Boulogne-Billancourt :
  - 71, avenue Édouard-Vaillant, au centre Henri-Piéron aménagé dans l'ancien siège social de l'aluminier Carnaud pour les études de psychologie ;
- à Malakoff :
  - 10, avenue Pierre-Larousse, pour les études de droit et de sciences économiques et de gestion ;
- à Montrouge :
  - 1, rue Maurice Arnoux, pour les études d’odontologie.

## Enseignement et recherche

### Formation
L'université Paris-Descartes proposait plus de quatre cents formations diplômantes ou qualifiantes ouvertes en formation initiale et en formation continue.
L'ouverture internationale et européenne était fréquemment mise en avant (master Erasmus Mundus) au même titre que les formations innovantes dans le domaine de la recherche (licence « Frontières du Vivant ») et en sciences humaines.
Des partenariats nationaux (master Economics and Psychology (Dual Master of Science in English) en partenariat avec l'université Paris 1 Panthéon-Sorbonne et le Cogmaster en partenariat avec l'ENS) témoignaient de l'aspect novateur et du souhait de l'université Paris-Descartes d'augmenter sa visibilité au niveau européen et international tout en proposant de nouvelles formations pluridisciplinaires de haute qualité.

### Recherche
- Centre de recherche interdisciplinaire
- Institut Cochin
- Institut Droit et Santé

### Écoles doctorales Paris-Descartes
L'université Paris-Descartes rassemblait six écoles doctorales, représentant diverses thématiques de recherche :
- génétique, cellule, immunologie, infectiologie, développement (GC2ID) ;
- sciences humaines et sociales : cultures, individus, sociétés (Olivier Martin, directeur) ;
- cognition, comportement, conduites humaines (3CH) ;
- sciences juridiques, politiques, économiques et de gestion ;
- médicament, toxicologie, chimie, environnement (MTCE) ;
- interdisciplinaire européenne frontières du vivant (IEFV) (François Taddei, directeur).

Elle disposait aussi d'écoles doctorales cohabilitées avec l'université Pierre-et-Marie-Curie, l'université Paris VII - Diderot et l'université Paris-Sud.

### Scientométrie
En 2009, l’université se situait dans les places 152 à 200 au classement de Shanghai (les universités ne sont pas départagées à ce rang), ce qui correspond aux places 6 et 7 des établissements français. Elle est classée 364e au classement généraliste du Times Higher Education Supplement, 211e du classement Life Sciences & Biomedicine.

## Bibliothèques
Le service commun de la documentation de l'université Paris-Descartes regroupait dix bibliothèques. La bibliothèque Henri-Piéron et la bibliothèque de sciences humaines et sociales Paris Descartes-CNRS font référence au niveau national dans les domaines, respectivement, de la psychologie et de la sociologie.
La bibliothèque interuniversitaire de santé (BIU santé) regroupait, à compter du 1er janvier 2011 ,la bibliothèque interuniversitaire de médecine et d'odontologie (BIUM) et la bibliothèque interuniversitaire de pharmacie (BIUP), les deux sites restant toutefois distincts. Elles étaient interuniversitaires mais administrativement rattachées à Paris-Descartes.

## Vie étudiante

### Évolution démographique
Évolution démographique de la population universitaire
| 2000   | 2001   | 2002   | 2003   | 2004   | 2005   | 2006   | 2007   |
| ------ | ------ | ------ | ------ | ------ | ------ | ------ | ------ |
| 27 665 | 27 638 | 27 976 | 30 732 | 30 206 | 31 137 | 31 160 | 31 572 |

| 2008   | 2009   | 2010   | 2011   | 2012   | 2013   | 2014   | 2015   |
| ------ | ------ | ------ | ------ | ------ | ------ | ------ | ------ |
| 31 106 | 32 820 | 33 209 | 31 794 | 30 988 | 30 412 | 32 978 | 33 664 |

| 2016   | 2017   | 2018   | 2019   | 2020   | 2021   | 2022   | - |
| ------ | ------ | ------ | ------ | ------ | ------ | ------ | - |
| 32 302 | 31 690 | 31 704 | 18 120 | 18 029 | 18 083 | 18 378 | - |

## Dans la culture populaire
Certaines scènes du film La Gifle (1974) ont été tournées sur le site des Saints-Pères et sur le site Odéon, 12 rue de l'École-de-Médecine.
Le film Banlieue 13 : Ultimatum (2009) a été tourné dans le hall, sur le site de Malakoff.
Le film La Crème de la crème (2014) a été tourné dans l'université, dans l'amphithéâtre Janet, sur le site de Malakoff.
Le film Première Année (2018) a été tourné sur le site des Saints-Pères.

## Affaire du Centre de don des corps
Le 27 novembre 2019, L'Express accuse l'université de conserver les corps et organes confiés au centre de don des corps (CDC) de façon indigne,. Le 3 juin 2021, Paris Match diffuse des photographies suggérant que les faits remonteraient à 1988,. D'autres enquêtes dévoilent un système de vente de corps et de trafic d'organes voire de squelettes,. Certains corps auraient été vendus à l'industrie automobile pour servir dans des crash-tests et à l'armée pour des expériences militaires et des tests d'explosions. L'enquête journalistique révèle que les alertes lancées en interne, depuis au moins 2009, concernant les dysfonctionnements du CDC ont été ignorées, notamment par les présidents successifs de l'université Axel Kahn, et Frédéric Dardel, le doyen de l'université Gérard Friedlander, le vice-doyen Antoine Tesnière et le dirigeant du centre du don des corps de 2004 à 2014 Guy Vallancien.
À l'annonce du scandale, certains proches des victimes se regroupent dans l'association « Charnier Descartes Justice et Dignité pour les Donneurs » (CDJD) pour regrouper les plaintes des familles de victimes.
L'enquête de l'IGAS dénonce de graves manquements éthiques mais contredit L'Express quant à l'existence d'un trafic,,. Une information judiciaire est ouverte le 8 juillet 2020. L’université de Paris, deux employés du centre et l'ancien président de l'université Paris-Descartes Frédéric Dardel sont mis en examen pour « atteinte à l’intégrité physique de cadavres » en mai et juin 2021.
Depuis le centre de don des corps (CDC) de l'université Paris-Descartes, qui était décrit comme le plus grand d'Europe et le fleuron de l'anatomie française, a été fermé. 32 600 corps auraient subi des exactions.

## Personnalités liées à l'université

### Enseignants-chercheurs
- Dominique Antoine, conseiller-maitre à la Cour des comptes.
- Alain Bentolila, linguiste.
- Patrick Berche, bactériologiste.
- Éric Canal-Forgues, juriste.
- Alain Carpentier[58], cardiologue, prix Albert-Lasker.
- Pierre-Henri Castel, philosophe et psychologue.
- Pascal Chaigneau, juriste, spécialiste de sciences politiques.
- Frédéric Dardel, biologiste moléculaire.
- Erwan Dianteill, ethnologue.
- Alberto Eiguer, institut de psychologie[59]
- Alain Fischer, pédiatre et immunologue, Japan prize.
- Axel Kahn, généticien, membre du conseil d'administration de la CPU et ancien président de l'université.
- Jean-Jacques Lefrère, hématologue, directeur de l'INTS.
- Henri Lôo, PU-PH au centre hospitalier Sainte-Anne, rédacteur en chef de la revue L'Encéphale.
- Jean-Pierre Machelon, juriste.
- Michel Maffesoli, sociologue.
- Daniel Mansuy, membre de l'Académie des sciences.
- Olivier Martin, sociologue.
- André Martinet, linguiste.
- Hervé Morin, homme politique.
- Jean-Pierre Olié, PU-PH, chef de service au SHU du centre hospitalier Sainte-Anne, président de la fondation Pierre-Deniker.
- Dominique Pouyaud, juriste.
- Rebecca Rogers, historienne de l'éducation.
- Frédéric Rouvillois, juriste et écrivain.
- Olivier Schwartz, sociologue.
- François de Singly, sociologue.
- Bruno Varet, hématologue.
- Georges Vigarello, historien, directeur d'études cumulant à l'École des hautes études en sciences sociales.
- Yves Charles Zarka, philosophie.

### Étudiants
- Jean-Pierre Bouchard, psychologue et criminologue.
- Olivier Brandicourt, médecin et dirigeant d'entreprises français, président-directeur général de Bayer Santé puis directeur général de Sanofi.
- Nouria Benghabrit-Remaoun, ministre de l'Éducation nationale en Algérie.
- Lydia Dambassina (1951-), artiste visuelle grecque.
- François Fillon[60], Premier ministre français de 2007 à 2012.
- Catherine Mégret, femme politique.
- Sandra Navidi, juriste et chef d'entreprise.
- Pascale Trinquet, pharmacienne, championne olympique d'escrime.
- Marie-Caroline Saglio-Yatzimirsky, psychologue clinicienne et anthropologue.
- Julienne Anoko, socio-anthropologue camerouno-espagnole.
- Marlyse Rose Tongo Douala Bell, femme politique camerounaise
- Justine Diffo, enseignante d'université et activiste camerounaise
- Souad Jamaï, cardiologue, écrivaine franco-marocaine.